# Radvilas Kasimiras Gorauskas
Radvilas Kasimiras Grokala Gorauskas (Kazlų Rūda, 3 febbraio 1941 – 1983) è stato un cestista brasiliano.

## Carriera
Con il Brasile ha disputato i Giochi olimpici di Monaco 1972.